# Nitroplus Blasterz: Heroines Infinite Duel
Nitroplus Blasterz: Heroines Infinite Duel (ニトロプラス ブラスターズ -ヒロインズ インフィニット デュエル-?) è un videogioco picchiaduro bidimensionale del 2015. È un crossover che ha come protagoniste le eroine delle visual novel pubblicate dalla Nitroplus, con la comparsa anche di eroine di altri franchise.

## Personaggi
Giocabili
- Al Azif (Demonbane)
- Anna (Gekkō no Carnevale)
- Ein (Phantom of Inferno)
- Ethica (Tokyo Necro)
- Heart Aino (Arcana Heart) - DLC
- Homura (Senran Kagura) - DLC
- Ignis (Jingai Makyō)
- Mora (Vampirdzhija Vjedogonia)
- Ruili (Kikokugai)
- Saber (Fate/stay night)
- Muramasa Sansei (Sōkōakki Muramasa)
- Ōka Satsurikuin (mascotte Nitroplus)
- Saya (Saya no uta)
- Super Sonico (mascotte Nitroplus)

Di supporto
- Akane Tsunemori (Psycho-Pass)
- Alushia (Hakubō no Dendōshi)
- Amy (Suisei no Gargantia)
- Angela Balzac (Rakuen Tsuihō -Expelled from Paradise-)
- Another Blood (Kishin Hishō Demonbane)
- Anri (Tenshi no Nichō Kenjū -Angelos Armas-)
- Aoi Mukō (Kimi to kanojo to kanojo no koi)
- Carol (Guilty Crown)
- Dragon (Dra†KoI)
- Franco il Nero (Zoku Satsuriku no Django ~Jigoku no Shoukinkubi~)
- Kaigen Ishima (Hanachirasu)
- Miyuki Sone (Kimi to kanojo to kanojo no koi)
- Mugen Yoguruma (D.Y.N. Freaks)
- Natsumi Aibara (Hello, world.)
- Sakura (Axanael)
- Spica (Sumaga)
- Yoishi Mitsurugi (Phenomeno - Mitsurugi Yoishi wa kowagaranai)
- Yuki Takeya (School-Live!)